# Navira
Navira naguan es una especie de araña araneomorfa de la familia Lycosidae. Es el único miembro del género monotípico Navira. Es originaria de Argentina.